# Dicliptera guttata
Dicliptera guttata är en akantusväxtart som beskrevs av Standley och Leonard. Dicliptera guttata ingår i släktet Dicliptera och familjen akantusväxter. Inga underarter finns listade i Catalogue of Life.